# Mathé Altéry
Mathé Altéry (właściwie Marie-Thérèse Altare) (ur. 12 września 1927 w Paryżu, Francja) – francuska sopranistka, reprezentantka Francji podczas 1. Konkursu Piosenki Eurowizji w 1956 roku.

## Życiorys

### Kariera muzyczna
Mathé Altéry rozpoczęła swoją karierę w miejscowości Cherbourg, w departamencie Manche w Dolnej Normandii, gdzie pracował jej ojciec – tenor Mario Altéry. Po zakończeniu studiów muzycznych, rozpoczęła pracę chórzystki w Théâtre du Châtelet w Paryżu, przy operetce Annie du Far-West.
W 1956 roku została jedną z dwóch (obok Dany Dauberson) reprezentantek Francji podczas 1. Konkursu Piosenki Eurowizji. Podczas koncertu finałowego wykonała utwór „Le temps perdu”, jednak z powodu ujawnienia jedynie zdobywcy pierwszego miejsca, nieznany jest jej ostateczny wynik w końcowej klasyfikacji.

## Dyskografia
Mathé Altéry wydała sześć albumów studyjnych i jeden kompliacyjny:

### Albumy studyjne
- 13 Melodies De La Belle Epoque  (1966)
- Chante...
- 13 Succès De Comédies Musicales
- 67
- 13 Valses De La Belle Epoque
- Les Plus Beaux Chants De Noël

### Albumy kompilacyjne
- 1971: Les 13 Titres D'Or De Mathe Altery